# Ширяева, Алёна Дмитриевна
Алёна Дмитриевна Ширяева (род. 3 февраля 1998 года) — российская пловчиха в ластах.Тренируется в спортивном комплексе Олимпия

## Карьера
На молодёжном чемпионате Европы 2013 года в составе российской четвёрки (Ширяева Алёна, Копп Анастасия, Маргарита Тимофеева, Юлия Гилиязова) завоевала золото в эстафете 4×200 м, установив при этом молодёжный рекорд мира. Четвёрка (Копп Анастасия, Бакшеева Юлия, Ширяева Алёна, Скурлатова Александра) тоже завоевала золото в эстафете 4×100 метров. Завоевала золото в заплыве на 100 метров с аквалангом. На дистанции 200 метров в ластах была третьей.
На молодёжном чемпионате мира 2014 года в составе российской четвёрки (Селиванова Марина, Ширяева Алёна, Чудинова Елена, Копп Анастасия) завоевала золото в эстафете 4×200 м, установив при этом молодёжный рекорд мира. В составе четвёрки (Скурлатова Александра, Ширяева Алёна, Бакшеева Юлия, Копп Анастасия) завоевала вторую золотую медаль в эстафете 4×100 м, установив ещё один молодёжный рекорд мира. На дистанции 100 метров с аквалангом была второй.
В 2014 году на Кубке мира завоевала золотую медаль в эстафетном плавании 4×100 метров (в составе сборной Пермского края), а также завоевала серебряную медаль на дистанции 100 метров в подводном плавании и бронзовые медали на дистанциях 50 и 100 метров в плавании в ластах..
В мае 2015 года на чемпионате России в Перми завоевала две серебряных награды: на дистанциях 100 и 200 метров. При этом на дистанции 200 метров установила юношеский рекорд мира..
На молодёжном чемпионате Европы 2015 года завоевала три индивидуальных золота: на дистанциях 50, 100 и 200 метров. А на 200-метровой дистанции ещё установила молодёжный мировой рекорд. В составе эстафетной четверки (Алина Налбандян, Екатерина Михайлушкина, Валерия Кочнева, Алёна Ширяева)
завоевала золотые медали на дистанциях 4×100 метров и 4х200 метров.
На чемпионате мира дважды стала чемпионкой в эстафете, а в индивидуальных дисциплинах завоевала серебро и бронзу.
Являясь двукратной чемпионкой мира должна получить почётное звание заслуженного мастера спорта, но не получила даже звания мастера спорта международного класса.
Получила звание мсмк РФ приказом министра спорта № 182-нг от 15 декабря 2015 года.
В июне 2016 года вновь становится чемпионкой мира в эстафете.